# Kung Fu Panda 4.
A Kung Fu Panda 4. 2024-es amerikai számítógépes animációs filmvígjáték, amelyet Mike Mitchell rendezett. A 2016-os Kung Fu Panda 3. című film folytatása. 
Amerikában 2024. március 8-àn, míg Magyarországon 2024. március 21-én mutatták be a mozikban.

## Cselekmény
A béke völgyében Po segít Li Shannak és Mr. Pingnek megnyitni új éttermét. Shifu mester ezután elmondja Po-nak, hogy előre kell lépnie, és szellemi vezetővé kell válnia, ami azt jelenti, hogy Po többé nem lehet Sárkányharcos, és megfelelő utódot kell találnia a helyére. Po küzd a megfelelő jelölt kiválasztásával, mivel nem akarja elveszíteni a sárkányharcos státuszát, és belebotlik egy Zhen nevű pusztai rókába, aki ősi fegyvereket próbál ellopni a Jáde Palotából. Po képes túljárni Zhen eszén, és börtönbe küldeni, de a bányamunkások egy csoportja elmondja neki, hogy Tai Lung visszatért, és egy egész kőbányát elpusztított. Zhen elárulja, hogy Tai Lung visszatérését egy kaméleon néven ismert varázslónő álcázta magát Tai Lung-ként, aki bármilyen állati alakot tud felvenni, és más kung fu technikákat másol le egyszerűen érintéssel.
Zhen segítségével Po Boróka Városba indul, hogy legyőze a kaméleont, és nem is sejti, hogy aggódó apjai követi őt. Miután összetalálkoztak egy mozgalmas helyi fogadóval és megküzdöttek a vendégekkel, hamarosan megérkeznek Boróka Városba. Majdnem letartóztatják őket, és a tolvajok barlangjába menekülnek, ahol segítséget kapnak a barlang vezetőjétől, Hantől, aki egyben Zhen közeli barátja és mentora is. Innen Po és Zhen a Kaméleon odújába tartanak, amíg Pót el nem fogják. Ekkor kiderül, hogy Zhen a Kaméleon kettős ügynökeként tevékenykedett; az ő feladata az volt, hogy megszerezze Po bölcsességpálcáját, amely képes megidézni a Szellem Világot. Pónak majdnem sikerül megszöknie, de a Zhen alakját öltő Kaméleon megtéveszti és lelöki őt egy szikláról. Kis híján beleesik a halálba, de apjai megmentik és elhitetik vele hogy a változás néha jó is lehet.
A pálca segítségével a kaméleon megidéz minden elhalt harcművészeti mestereket, hogy el lopja tőlük a kung fu-jukat, beleértve Tai Lungot, Shen Nagyúrat és Kai tábornokot. Zhen újra találkozik Po-val, de nem hajlandó meghátrálni a kaméleonnal való szembenézés elől, így ő, Ping és Li visszamennek a tolvajok barlangjába hogy meggyőzzék őket, segítsenek megmenteni Po-t. Miközben a kaméleon hadseregével harcolnak, Po megpróbál okoskodni a kaméleonnal, de sikertelenül. Harcolnak, de amikor Zhen közbelép, a Kaméleon több kung fu mesterből álló alakjává változik. A csata után átváltozott Po hasonmásává, megküzd vele, és hamarosan csapdába ejti egy ketrecben. Zhenben bízva Po átadja neki a Bölcsesség Pálcáját, amellyel Zhen a kaméleonnal harcol. Po, aki csak úgy tett, mintha csapdába esett volna, legyőzi a kaméleont a pálcája segítségével, és visszaadja az összes ellopott kung fu-t a tulajdonosaiknak, akik tiszteletet tanúsítanak Po iránt, és visszatérnek a Szellem Világba, Tai Lung pedig magával viszi a kaméleont.
Miközben visszatérnek a Béke Völgyébe, Po Zhent választja utódjának, Shifu legnagyobb bosszúságára. A választásában bízva Po és a Örjöngő Ötös segítenek kiképezni Zhent hogy ő legyen a következő Sárkányharcos.

## Szereplők
| Szereplő        | Eredeti hang   | Magyar hang      | Leírás |
| --------------- | -------------- | ---------------- | --- |
| Po              | Jack Black     | Gáspár András    | Óriáspanda, aki spirituális vezető lesz miután lemond a Sárkányharcos címről. |
| Zhen            | Awkwafina      | Szilágyi Csenge  | Pusztai róka, aki egy tolvaj és elkíséri Po-t az útjára. |
| Kaméleon        | Viola Davis    | Balogh Anna      | Gonosz alakváltó kaméleon boszorkány, aki képes mások kung-fuját másolni azáltal, hogy elnyeli a képességeiket. |
| Shifu mester    | Dustin Hoffman | Márton András    | Vörös macskamedve és Po bölcs mestere. |
| Mr. Ping        | James Hong     | Harsányi Gábor   | Po örökbefogadó kínai liba apja. |
| Li Shan         | Bryan Cranston | Sztarenki Pál    | Po biológiai óriáspanda apja. |
| Tai Lung        | Ian McShane    | Kőszegi Ákos     | Hópárduc, aki Shifu fogadott fia és egykori tanítványa volt, amíg gonosszá nem változott. Po az első filmben legyőzte, ráadásul a harmadik filmben Kai, a Gyűjtő elkapta a képernyőn kívül, de a kaméleon visszahozta a Szellembirodalomból. |
| Han             | Ke Huy Quan    | Görög László     | Jávai tobzoska, aki egy tolvajbarlang vezetője. |
| Vaddisznó nagyi | Lori Tan Chinn | Sáfár Anikó      | Vaddisznó, amely képes kivenni az agyarait és fegyverként használni őket. |
| Hal kapitány    | Ronny Chieng   | Keresztény Tamás | Arowana hajóskapitány, aki egy pelikán szájában él. |

## A film készítése
2010. december 3-án Jeffrey Katzenberg, a DreamWorks Animation akkori vezérigazgatója azt mondta, hogy a Kung Fu Panda 3. után lehetséges, hogy még három folytatás lesz. 2016. január 13-án a Collider megkérdezte a Kung Fu Panda 3 készítőit a negyedik film lehetőségéről. Jennifer Yuh Nelson társrendező így nyilatkozott: "Egyszerre csak egy. Tökéletes ékszert akarunk csinálni, aztán majd meglátjuk, mi lesz utána". Alessandro Carloni társrendező pedig így nyilatkozott: "A folytatásokkal nem akarjuk, hogy nyitott végűnek érezzük őket. Azt akarjuk, hogy egy befejezett utazásnak érezzük, és úgy érezzük, hogy ez a film ezt teszi. És aztán, ha egy fantasztikus történet kínálkozik, az nagyszerű." 2018. augusztus 2-án, amikor a Kung Fu Panda 4 lehetőségéről kérdezték, Nelson azt válaszolta, hogy mindig is trilógiaként tekintett a sorozatra, de nyitott egy negyedik részre, amíg a franchise a Po-ra koncentrál.
2022 augusztusában a DreamWorks Animation megerősítette, hogy a Kung Fu Panda 4 készül. 2023-ban bejelentették, hogy Mike Mitchell fogja rendezni a filmet.